# 에두아르트 폰 마르텐스

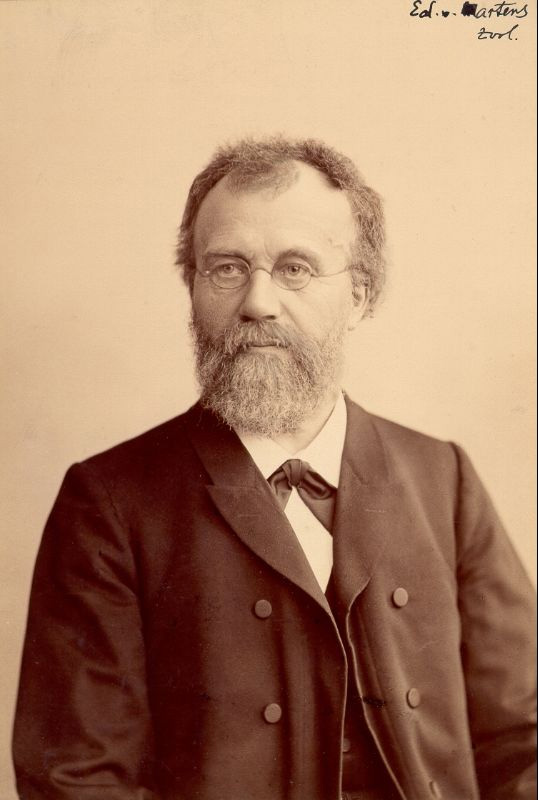

에두아르트 폰 마르텐스(Eduard von Martens, 1831년 4월 18일 ~ 1904년 8월 14일)는 독일의 동물학자이다.
1831년 슈투트가르트에서 태어나 튀빙겐 대학교를 다녔고 그곳에서 1855년 졸업했다. 그 뒤 베를린으로 건너갔고 여기서 자신의 경력의 나머지를 주로 보냈다.
1860년 프루시안 원정대를 통해 동아시아로 원정을 떠났다. 이 원정대가 1862년 유럽으로 돌아왔을 때 폰 마르텐스는 해양 동남아시아를 15개월 간 여행했다.
폰 마르텐스는 155개의 새로운 속, 약 1,800종을 기술했다.